# Johan Weckroth
Johan Elias Weckroth, född 29 december 1924 i Helsingfors, död 20 december 2003 i Tammerfors, var en finländsk psykolog. 
Weckroth blev student 1945, filosofie kandidat 1954, filosofie licentiat 1959 och filosofie doktor vid Helsingfors universitet 1964. Han var tillförordnad biträdande professor 1965–1967, biträdande professor i psykologi 1967–1972, tillförordnad professor 1970–1971, docent från 1972, ordinarie professor 1977, allt vid Tammerfors universitet,  och professor i arbetspsykologi vid Uleåborgs universitet 1978–1986. Han gjorde en viktig insats för den neuropsykologiska diagnostiken genom att utveckla ett testbatteri för undersökning av hjärnskadors psykiska följder. Han utvecklade också den praktiska psykologin.